# The Stolen Jewels
The Stolen Jewels é um filme mudo norte-americano de 1908 em curta-metragem, do gênero drama, dirigido por D. W. Griffith.

## Elenco
- Harry Solter
- Florence Lawrence
- Linda Arvidson
- John R. Cumpson
- Gladys Egan
- George Gebhardt
- D. W. Griffith
- Charles Inslee